# BTV
bTV (Би-Ти-Ви) — первый частный национальный телеканал Болгарии. Начал вещание 1 июня 2000 года, заняв место ранее вещавшего канала «Эфир 2». Является основным каналом группы bTV Media Group, которой принадлежат также bTV Comedy, bTV Cinema, bTV Action, bTV Story, Novella, RING. Группа входит в Central European Media Enterprises, часть группы Time Warner. До февраля 2010 года bTV находился в собственности у Balkan News Corporation, подразделения компании Руперта Мёрдока «News Corporation». Выкуплен компанией Central European Media Enterprises за 400 млн. долларов США. В мае 2013 года Европейская комиссия одобрила вхождение CME в состав Time Warner, в распоряжении которой были CNN и Turner Broadcasting System.

## История
В октябре 2000 года началось регулярное телевещание, 18 ноября в эфир вышел первый выпуск новостей. Наземное аналоговое вещание осуществлялось через 19 основных передатчиков и 700 ретрансляторных станций на дециметровых волнах, а также по кабельной сети Болгарии и через спутники на территорию Европы. Осенью 2009 года были запущены два телеканала, показывавшие разнообразные фильмы — bTV Comedy (заменил GTV, приобретённый «Студио Триада») и bTV Cinema. 6 декабря 2009 года bTV обновил логотип.
18 февраля 2010 года bTV Media Group вошла в группу CME, в состав которой входили ранее телеканалы PRO.BG (мужской телеканал) и RING.BG. Через год был открыт женский телеканал bTV Story. Весной 2012 года был запущен платный Интернет-портал «Voyo», где показывались видеозаписи большинства спортивных мероприятий с закадровым переводом, а также архивные выпуски телепрограмм и эпизодов телесериалов. Осенью 2014 года был запущен телеканал Novella для всей семьи.
С 7 октября 2012 года bTV вещает в формате 16:9, а также работает в HD-режиме, став первым болгарским телеканалом такого плана.